# Al-Sailiya Sports Club
El Al-Sailiya Sport Club es un club de fútbol catarí de la ciudad de Doha. Fue fundado en 1995 y juega en la Liga de Catar.

## Palmarés
- Copa de las Estrellas de Catar (2): 2020-21, 2021-22
- Segunda División de Catar (4): 2002–03, 2004–05, 2006–07, 2011–12
- Copa de Segunda División de Catar (3): 1998, 2005, 2011